# Francisco Ramírez
Pour les articles homonymes, voir Ramírez.
Francisco Ramírez, dit Pancho Ramírez (né le 13 mars 1786 à Concepción del Uruguay, dans la province d'Entre Ríos et mort le 10 juillet 1821  à Chañar Viejo près de Villa de María del Río Seco, dans la province de Córdoba) est un caudillo argentin.

## Biographie
Francisco Ramírez fut l'un des chefs de la province d'Entre Ríos durant les premières années de l'indépendance argentine et le fondateur de l'éphémère République d'Entre Ríos (1820-1821). Il adhère au mouvement fédéraliste de José Gervasio Artigas mais finit par se brouiller avec ce dernier avant de le vaincre et de l'obliger à s'exiler. Peu de temps après, Francisco Ramírez meurt au cours d'un affrontement avec les troupes du caudillo Estanislao López, son ancien allié.

## Crédit d'auteurs
- (es) Cet article est partiellement ou en totalité issu de l’article de Wikipédia en espagnol intitulé « Francisco Ramírez » (voir la liste des auteurs).